# 오쓰촌 (도쿠시마현)
오쓰촌(大津村)은 도쿠시마현 이타노군에  있던 촌이다. 현재의 나루토시 오쓰정에 해당한다.

## 역사
- 1889년 10월 1일 - 정촌제 시행에 의해 이타노군 오쓰촌이 성립하였다.
- 1955년 2월 11일 - 나루토시에 편입해 소멸하였다.

## 참고문헌
- 『角川日本地名大辞典 36 徳島県』（1986年 ISBN 4040013603）